# Zaprora silenus
Zaprora silenus is een  straalvinnige vissensoort uit de familie van prowvissen (Zaproridae). De wetenschappelijke naam van de soort is voor het eerst geldig gepubliceerd in 1896 door Jordan.